# Шапареян
Шапареян (фр. Chapareillan) — коммуна во Франции, находится в регионе Рона — Альпы. Департамент коммуны — Изер. Входит в состав кантона От-Грезиводан. Округ коммуны — Гренобль.
Код INSEE коммуны — 38075. Население коммуны на 2012 год составляло 2891 человек. Населённый пункт находится на высоте от 245 до 1934 метров над уровнем моря. Муниципалитет расположен на расстоянии около 470 км юго-восточнее Парижа, 100 км восточнее Лиона, 37 км северо-восточнее Гренобля. Мэр коммуны — Martine Venturini-Cochet, мандат действует на протяжении 2014—2020 гг.
Динамика населения (INSEE):